# サンプラザ (スーパーマーケット・大阪府)
サンプラザは大阪府羽曳野市誉田に本部を置くスーパーマーケット。オール日本スーパーマーケット協会の会員およびFOOD ACTION NIPPONの推進パートナー企業で、出店地域では「サンプラ」の愛称で親しまれている。なお、高知県内で営業中の同名のスーパーマーケット（CGCグループ加盟）とは、名称が同じだけで一切無関係である。また業務食品専門に扱う大手商社の尾家産業の直営スーパーも
『サンプラザ』と名乗るが、資本関係は一切ない。

## 概要
本部のある羽曳野市を中心に、大阪府南河内エリアを中心に年中無休の店舗を展開する。近年は営業エリアの拡大を進め、奈良県への出店も進めている。現在のコーポレートカラーは緑地に白字のロゴ。かつては、白地にオレンジ色のロゴを用いていた。食品スーパーとしての営業が基本だが、河原城店（羽曳野市）のみ衣料品専門店として営業する。
当社のモットーは「食の安全」。地域に根差した食品スーパーとして、大阪エコ農産物をはじめ、日本国内の地場産野菜・果物・魚介類などの直接仕入れ・販売へ積極的に取り組んでいる。また、食育活動の一環として、日本国内産の食材を使った料理の提案・試食販売を実施。2011年度には大阪府の「第1回大阪産（おおさかもん）五つの星大賞」、2012年度には第4回フード・アクション・ニッポンアワード（流通部門）をそれぞれ受賞した。現在では、関西地方に出店していないセイコーマート（北海道を中心に展開するコンビニエンスストア）のプライベート・ブランド製品の一部（「サロベツ牛乳」など）も扱っている。
インターネットでは、上記の店舗と同じ食料品や雑貨を扱う会員制の「ネットスーパーサンプラザ」と、ギフト・インテリア用のショッピングサイトを別々に設けている。当社直営の「ネットスーパーサンプラザ」については、大阪府内を対象に、注文当日（11:00までの受付分）に宅急便で配達できるエリアを徐々に拡大。現在では、店舗のない泉北・泉南エリア全域や、大阪市の中南部にも及んでいる。
ちなみに朝日放送ラジオ（ABCラジオ）では、「食の安全」「大阪エコ農産物の販売」「ネットスーパーサンプラザ」のPRを目的に、当社のスポットCMを随時放送。同局制作の生ワイド番組や情報番組で、インフォマーシャルを流すこともある。

## 店舗

### 羽曳野市
- 誉田店 -羽曳野市誉田6-1-19 ※本部付近で営業
- 埴生店 -羽曳野市向野3-230
- 古市南店 -羽曳野市西浦159
- 島泉店 -羽曳野市島泉3-3-20 ✳元ミドリ電化←ホームセンターダイキ
- はびきの伊賀店 -羽曳野市伊賀2-25-2 ✳元ライフ居抜き店舗
- 羽曳が丘店 -羽曳野市羽曳が丘10-16-16
- 河原城店 -羽曳野市河原城66-1 ※衣料品専門店

### 藤井寺市
- 小山店 -藤井寺市小山5-571-2

### 松原市
- 三宅店 -松原市三宅西4-800-1 ※「ネットスーパーサンプラザ」での注文商品は当店から配送される。
- 天美我堂店 -松原市天美我堂2-423 ※元スーパーまねき屋←スーパーやまもと
- 松原大堀インター店-松原市大堀4-2-18

### 富田林市
- 喜志店 -富田林市喜志町3-11-3　※ヤバイTシャツ屋さんの「喜志駅周辺なんもない」の歌詞の中に登場する「サンプラ」は当店である。
- 山中田店 -富田林市山中田町1-6-26
- 富田林店 -富田林市富田林町31-1

### 大阪狭山市
- 金剛店 -大阪狭山市半田1-252-3 ＊元パスト
- 狭山店 -大阪狭山市狭山5-2342-1 ＊元パスト

### 河内長野市
- 三日市町駅前店 - 河内長野市三日市町32-1（フォレスト三日市1・2階）
- 河内長野店 - 河内長野市本町24-1（ノバティながの北館地下1階） ※西友跡地

### 柏原市
- 柏原店 -柏原市上市1-2-2（アゼリア柏原1階）

### 八尾市
- 八尾沼店 -八尾市沼4-155
- 八尾跡部店 -八尾市跡部本町4-4-20

### 南河内郡
- 太子店 -南河内郡太子町山田654
- 河南町芸大前店 -南河内郡河南町東山678 大阪芸術大学前。

### 堺市
- 三国ヶ丘向陵西店 -堺市堺区向陵西町1-8-21 ※イケチュー跡地
- 堺少林寺町西店 -堺市堺区少林寺町西3-1-5 ※イケチュー跡地
- 堺東駅前店 -堺市堺区三国ケ丘御幸通154(プラウドタワー堺東Ｂ1Ｆ)
- 北野田店 -堺市東区北野田1084-132（ベルヒル北野田1階）
- 白鷺店 -堺市東区白鷺町2-3-1 ＊元パスト
- 三原台店 -堺市南区三原台3-1-2
- 三国ヶ丘東店 -堺市北区黒土町2262-1 ※西友跡地
- 金岡店 -堺市北区金岡町704-2 ＊元パスト
- 中百舌鳥店 -堺市北区中百舌鳥町3-351-1 ＊元パスト
- 美原余部店 -堺市美原区北余部40-33 ※ライフ跡地
- さつき野店 -堺市美原区さつき野東1-5-1

店舗の他、美原区内には美原物流センター・丹南物流センターもある。

### 貝塚市
- 東貝塚店 -貝塚市小瀬62-1

### 奈良県
- 大和八木店 - 橿原市上品寺町520

## 過去に存在した店舗
- （旧）河内長野店[5]
- 三日市町店（2005年6月閉店）[6]
- 板持店（2010年閉店）[7]
- 生野店（2010年8月17日閉店）[8]
- パスト堺東店（2011年12月閉店）[9]
- 泉ヶ丘店（2014年1月13日閉店）[10]
- 八尾南駅前店（2019年3月14日閉店）[11]
- 羽衣店（2021年閉店）[12]
- 光明池店（2024年2月3日閉店[13]）[14]
- 桃山台店
- 田原本店[15]